# ヤコブ・フレンケル
ヤコブ・フレンケル（ヤコフ・イリイチ・フレンケリ、ロシア語: Я́ков Ильи́ч Фре́нкель, ラテン文字転写: Yakov Il'ich Frenkel', 1894年2月10日 - 1952年1月23日）は、ソビエト連邦の物理学者。

## 経歴
アブラム・ヨッフェの薫陶を受けた。1926年にフレンケル欠陥を発見した。1930年代には理想せん断強度の理論モデルとしてFrenkel-Kontorova-Tomlinson modelを提唱し、1938年にはプール - フレンケル効果を発表した。

## 著書
- ヤコブ・フレンケル 著、小林謙二、中村宏樹 訳『量子と液体の物理学』東京図書、1972年。ASIN B000JA3C56。